# ドゥ・トゥ・ザ・ビースト
『ドゥ・トゥ・ザ・ビースト』(Do to the Beast)は、アメリカのロックバンド、アフガン・ウィッグスの7枚目のアルバム。2014年4月15日にサブ・ポップよりリリース。2012年の再結成から初のアルバムで、前作『1965』から約15年半ぶりのアルバムとなった。バンド最高位となる全米32位を記録。

## 収録曲
全曲グレッグ・デュリの作曲。
1. "Parked Outside" - 4:36
2. "Matamoros" - 2:43
3. "It Kills" - 3:33
4. "Algiers" - 4:03
5. "Lost in the Woods" - 4:53
6. "The Lottery" - 4:04
7. "Can Rova" - 3:43
8. "Royal Cream" - 4:33
9. "I Am Fire" - 2:51
10. "These Sticks" - 5:45